# Bahnhof Vacha
Der Bahnhof Vacha liegt in Vacha an der Bahnstrecke Bad Salzungen–Unterbreizbach im Wartburgkreis in Thüringen und war bis Anfang der 1950er Jahre Trennungsbahnhof zur Werratalbahn und zur Ulstertalbahn.

## Geschichte

Basaltverladung im Bahnhof Vacha, um 1935

Am 1. Juni 1879 wurde die Bahnstrecke von Salzungen über Dorndorf nach Lengsfeld als erste Meterspurstrecke für den öffentlichen Verkehr in Deutschland eröffnet. Noch im selben Jahr wurde vom Bahnhof Dorndorf ein Abzweig nach Vacha für den Verkehr freigegeben.
Als gegen Ende des 19. Jahrhunderts im Werra- und Feldatal umfangreiche Kalivorkommen erschlossen wurden, erlangte die Schmalspurbahn große Bedeutung beim Aufbau der Schachtanlagen und Abtransport der geförderten Produkte und Vacha entwickelte sich zum Verkehrsknoten im Werra-Kalirevier. Die 1903 eröffnete regelspurige Werratalbahn von Gerstungen nach Dankmarshausen wurde bis zum Oktober 1905 über Heringen bis nach Vacha verlängert. Die Schmalspurbahn zwischen Vacha und Salzungen wurde in Verlängerung dieser Strecke 1906 auf Regelspur umgebaut. Am 1. August 1906 wurde zudem die Ulstertalbahn nach Geisa in Betrieb genommen. Am Bahnhof wurde eine Basaltverladung für den auf dem nahen Öchsenberg vollzogenen Basaltabbau und das Bahnbetriebswerk Vacha eingerichtet.
Im Zweiten Weltkrieg blieben der Bahnhof und seine Gleisanlagen weitgehend unbeschädigt. Dennoch hatte der Krieg weitreichende Auswirkungen auf den Bahnbetrieb rund um Vacha: Die Strecken in westlicher Richtung nach Gerstungen und Geisa und damit auch zu den Kalischächten in Unterbreizbach verliefen abschnittsweise durch hessisches Gebiet und damit ab 1945 in der US-amerikanischen Besatzungszone. Die Aufrechterhaltung des Betriebes war von schwierigen Verhandlungen zwischen den Besatzungsmächten geprägt. Da die Amerikaner ihrerseits die Strecke über Gerstungen für den Kalisalzabtransport aus den Schächten bei Heimboldshausen benötigten, wurde für den Verkehr aus und in Richtung Unterbreizbach / Geisa eine Korridorlösung ausgehandelt, die bis Anfang Juli 1952 Bestand hatte. Als die DDR jedoch den Transitverkehr von Heimboldshausen über Gerstungen in Richtung Bebra unterband, kam es auch zur endgültigen Unterbrechung der Eisenbahnverbindungen zwischen Vacha und Philippsthal. Um das Kaliwerk Unterbreizbach weiter an das Schienennetz der DDR angebunden zu halten, baute das Regime mit großem logistischen und propagandistischen Aufwand bis November 1952 eine Umgehungsstrecke über Sünna. Für die Abwicklung des Personenverkehrs ab und in Richtung Unterbreizbach und Geisa mit Omnibussen wurde 1957–61 der Betriebshof des Kraftverkehr Bad Salzungen am südlichen Ortsrand von Vacha erbaut. Damit wurde der Bahnhof Vacha zum Durchgangsbahnhof der Bahnstrecke Bad Salzungen–Unterbreizbach; die Ulstertalbahn wurde stillgelegt und die verbliebene Schienenverbindung nach Philippsthal auf der Werratalbahn, auf der es zwischen Philippsthal und Vacha bereits seit 1945 keinen Personenverkehr mehr gegeben hatte, nach Einstellung des grenzüberschreitenden Güterverkehrs am 29. September 1962 an der Staatsgrenze unterbrochen und auf hessischer Seite später zurückgebaut.
Die Wende und friedliche Revolution in der DDR brachte den Niedergang für das Verkehrsaufkommen auf dem weitläufigen Vachaer Bahnhofsgelände. Der Basaltabbau am Oechsenberg wurde 1990 eingestellt, die Basaltverladung am Bahnhof Vacha geschlossen und abgebaut. Mit der Einstellung des Kaliverkehrs auf der Strecke nach Unterbreizbach nach Inbetriebnahme einer neuen Verbindungskurve von Unterbreizbach nach Philippsthal endete 2001 auch der Personenverkehr von Bad Salzungen nach Vacha und damit der Gesamtverkehr am Bahnhof Vacha. Die Interessenvereinigung Verkehrsgeschichte mittleres Werratal e. V. kümmerte sich von 2001 an ehrenamtlich um den Erhalt der Bahnanlagen in Vacha und auf der Strecke in Richtung Bad Salzungen.

## Reaktivierungspläne

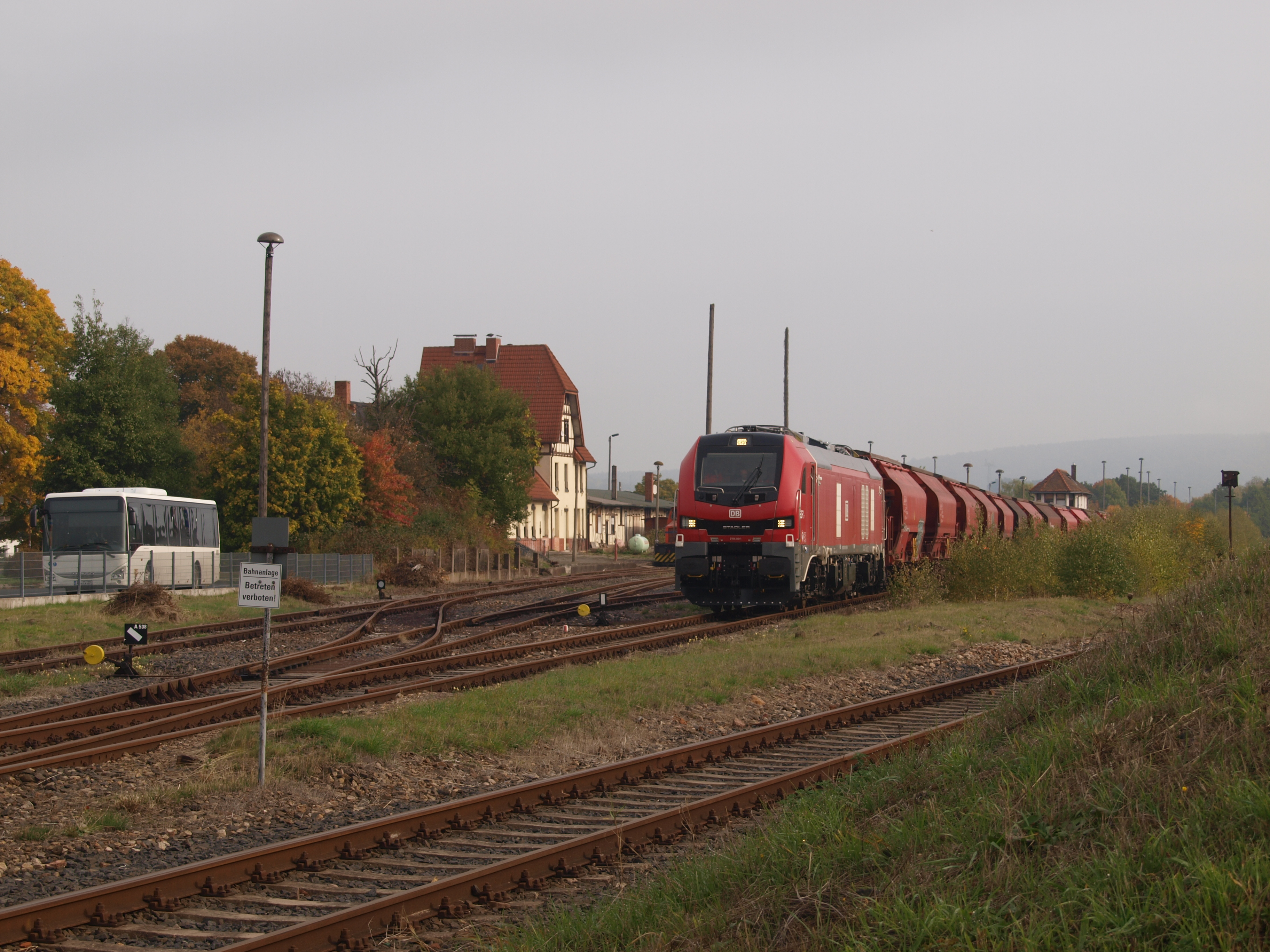
Ein Güterzug im Bahnhof Vacha (2022)

Seit 2011 findet auf der Strecke von Bad Salzungen bis Vacha wieder eingeschränkter Güterverkehr statt. Kali und Salz hat angekündigt, die Verbindung Unterbreizbach–Vacha wieder in Betrieb nehmen zu wollen. Die Pläne des Kalikonzerns nährten die Hoffnung einer Wiederaufnahme des Personenverkehrs zwischen Gerstungen und Vacha. Der Arbeitskreis der Aufgabenträger und des Landes Hessen zum Potenzial für den Personenverkehr stillgelegter Schienenstrecken sieht auch die Möglichkeit der Reaktivierung zwischen Gerstungen und Vacha.